# Han nyeohaksaengeui ilgi
Han nyeohaksaengeui ilgi (dansk: Skolepigens Dagbog; koreansk: 한 녀학생의 일기; tr. Han nyeohaksaengeui ilgi) er en nordkoreansk film fra 2006. Filmen er i dag forbudt i Nordkorea.

## Handling
Den nordkoreanske teenagepige Su-ryeon (Pak Mi-hyang) bor sammen med sin mor, far og søster på landet i et lille hus. Faren er ofte bortrejst for at forske som computeringeniør, mens moren er bibliotekar og oversætter videnskabelige artikler for faren. Søsteren håber på at kunne gøre karriere som fodboldspiller. Su-ryeon skammer sig over sin familie - bl.a. er hun ked af sin madpakke, der ikke er lige så speciel som hendes klassekammeraters - og hun vil hellere bo i en lejlighed i byen.
Da faren får et videnskabeligt gennembrud og bliver hædret, forstår hovedpersonen endelig hans valg.

## Produktion
Angiveligt var den nordkoreansk leder Kim Jong-Il meget involveret i produktionen. Filmen blev lavet til at appellere særligt til den yngre generation. Filmen blev vist i september 2006 på Pyongyang International Film Festival. For Pak Mi-hyang var filmen hendes første hovedrolle.

## Modtagelse
I Nordkorea så otte millioner filmen i biografen eller omkring en fjerdedel af befolkningen. På IMDb er filmen bedømt til 4,8/10 baseret på 140 anmeldelser. Rotten Tomatoes giver filmen 2,8/5 på baggrund af 110 anmeldelser, hvor 18 % af anmeldelser giver filmen 3,5/5 eller højere.
På trods af Kim Jong-Ils involvering er filmen ifølge en artikel fra d. 22. juli 2016 nu forbudt. Journalistens kilde spekulerer på, om forbuddet skyldes den relativt realistiske fremstilling af livet i Nordkorea.